# OKIP Kijów
OKIP Kijów (ukr. СК «ОКІП» Київ) – ukraiński klub piłkarski z siedzibą w stolicy kraju, mieście Kijów, założony w 1966 roku.

## Historia
Chronologia nazw:
- 07.07.1966: RSSzI Kijów (ukr. РСШІ [Республіканська спеціалізована школа-інтернат] спортивного профілю (Київ), ros. Республиканская специализированная школа-интернат спортивного профиля (Киев))
- 24.04.1990: RUOR Kijów (ukr. РУОР [Республіканське училище олімпійського резерву] (Київ), ros. Республиканское училище олимпийского резерва (Киев))
- 16.06.1992: RUFK Kijów (ukr. РУФК [Республіканське училище фізичної культури] (Київ))
- 27.11.1992: RWUFK Kijów (ukr. РВУФК [Республіканське вище училище фізичної культури] (Київ))
- 2013: Dynamo-RWUFK Kijów (ukr. «Динамо-РВУФК» (Київ))
- 2014: RWUFK Kijów (ukr. «Динамо-РВУФК» (Київ))
- 24.07.2015: OKIP Kijów (ukr. ОКІП [Олімпійський коледж імені Івана Піддубного] (Київ))

Piłkarska drużyna RSSzI została założona w Kijowie jesienią 1966 i reprezentowała Republikańską Sportową Szkołę-Internat (skrót RSSzI). Klub szkolił młodych piłkarzy i uczestniczył w rozgrywkach o mistrzostwo i Puchar Kijowa.
W 1990 roku klub zmienił nazwę na RUOR, a latem 1992 najpierw na RUFK, a potem jesienią na RWUFK.
W sezonie 1997/98 zespół debiutował w rozgrywkach Pucharu Ukrainy wśród amatorów, w której dotarł do 1/8 finału.
Od sezonu 1998/99 klub uczestniczy w Młodzieżowych Mistrzostwach Ukrainy. Latem 2015 klub zmienił nazwę na OKIP.

## Sukcesy
- Puchar Ukrainy wśród amatorów:
  - 1/8 finału (1): 1997/98.

## Znani piłkarze
- Dmytro Szastał
- Bohdan Czały

## Inne
- Dynamo Kijów